# Aeronautkleinoogje
Het aeronautkleinoogje (Porrhomma microphthalmum) is een spinnensoort in de taxonomische indeling van de hangmatspinnen (Linyphiidae).
Het dier komt uit het geslacht Porrhomma. Porrhomma microphthalmum werd in 1871 beschreven door Octavius Pickard-Cambridge.